# Siphonolaimus niger
Siphonolaimus niger är en rundmaskart. Siphonolaimus niger ingår i släktet Siphonolaimus och familjen Siphonolaimidae. Arten är reproducerande i Sverige. Inga underarter finns listade i Catalogue of Life.